# Nilorden

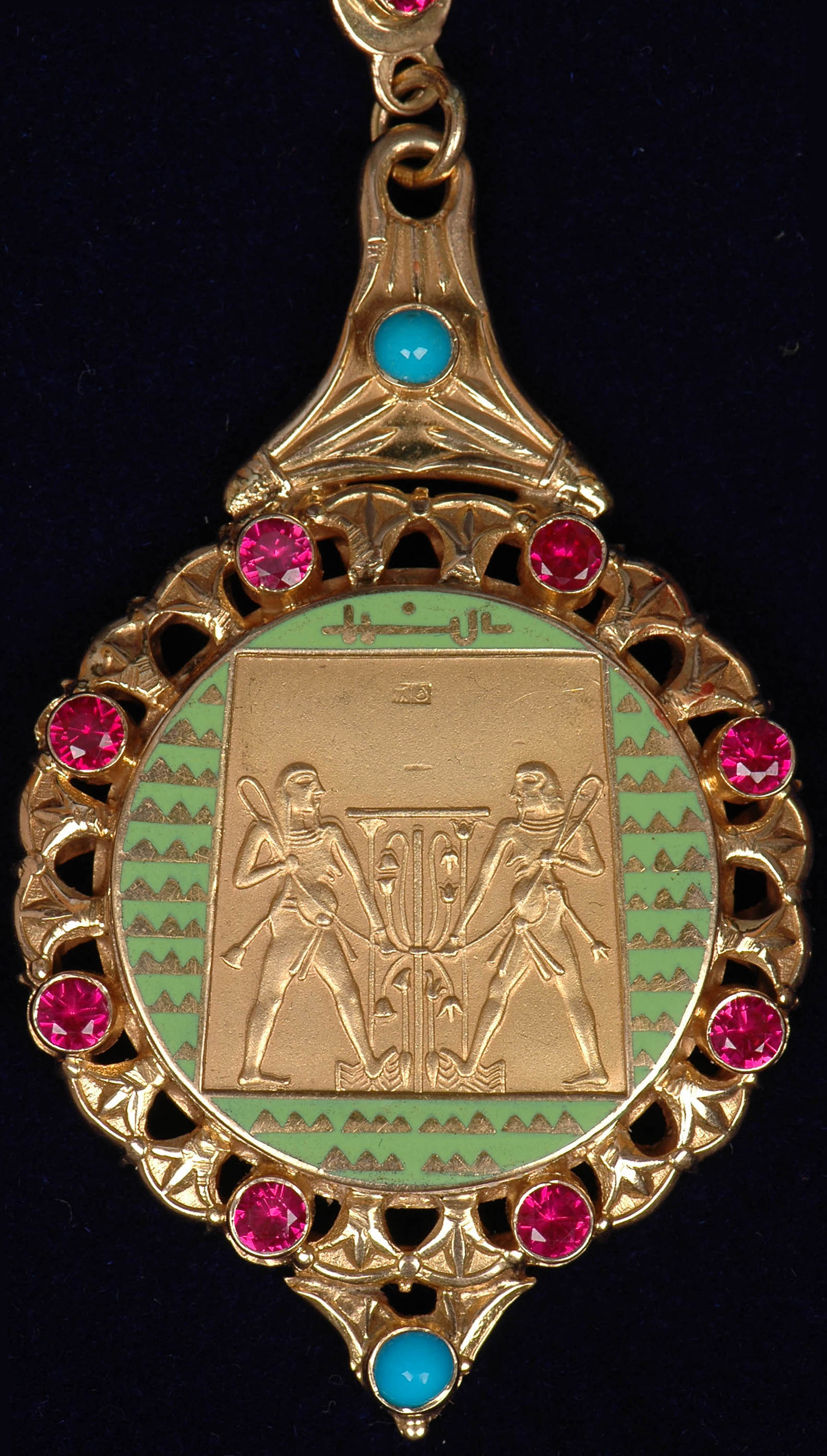
Nilordens medalj.

Nilorden (Kiladate El Nile), är en egyptisk orden instiftad 1915 av sultan Hussein Kamil i en grad. Orden utdelas av Egypten för exceptionella tjänster till nationen. Den rekonstituerades under Arabrepubliken Egypten den 18 juni 1953.
Den består av ett ordensband plus en kedja som bärs av republikens president och kan ges till andra statschefer. Även om graderna storofficer, kommendör, officer och riddare ursprungligen dokumenterades tros de inte fortfarande utdelas och kan ha avskaffats.
- kedja
- storkors